# Tellina yemenensis
Tellina yemenensis is een tweekleppigensoort uit de familie van de Tellinidae. De wetenschappelijke naam van de soort is voor het eerst geldig gepubliceerd in 1898 door Melvill.